# والنتینا ویسکنتی، ملکه قبرس
والنتینا ویسکنتی (ح. ۱۳۵۷ – قبل از ۱۳۹۳) ملکه هم‌نشین قبرس و ملکه اسمی و افتخاری اورشلیم بود که با پادشاه قبرس، پیتر دوم، ازدواج کرده بود. وی دختر برنابو ویسکنتی و همسرش بئاتریس رجینا دلا اسکالا بود.